# Симон-Родригес (муниципалитет штата Ансоатеги)
Симон-Родригес (исп. Simón Rodríguez) — муниципалитет в составе венесуэльского штата Ансоатеги. Административный центр — город Эль-Тигре. Муниципалитет назван в честь Симона Родригеса — наставника Симона Боливара.

## Административное деление
Муниципалитет делится на 2 прихода:
- Эдмундо-Барриос
- Мигель-Отеро-Силва